# بی لیک (کنتاکی)
بی لیک (به انگلیسی: Bee Lick) یک منطقهٔ مسکونی در ایالات متحده آمریکا است که در شهرستان پلاسکی، کنتاکی واقع شده‌است. بی لیک ۳۲۷٫۹۷ متر بالاتر از سطح دریا واقع شده‌است.